# اعتصاب مدارس برای اقلیم
اعتصاب مدارس برای اوضاع جوی (که با نام جمعه‌ها برای آیندگان نیز شناخته می‌شود) جنبش بین‌المللی دانش آموزان مدارس است که تصمیم می‌گیرند که در کلاس‌ها شرکت نکنند و در تظاهرات شرکت کنند تا اقدام‌های لازم برای جلوگیری از گرمایش جهانی، تغییرات آب و هوایی و جایگزینی انرژی‌های تجدیدپذیر با انرژی‌های حاصل از سوخت‌های فسیلی اتخاذ شود. تبلیغات و سازماندهی گسترده این اعتصابات زمانی آغاز شد که گرتا تونبرگ، فعال محیط زیست در اوت ۲۰۱۸ در خارج از ریکسدگ (پارلمان سوئد) با در دست داشتن تابلویی که روی آن نوشته شده بود " Skolstrejk för klimatet ("اعتصاب مدارس برای اوضاع جوی") اعتراض خود را بیان کرد.

## اعتصابات اولیه آب و هوای مدارس
در نوامبر ۲۰۰۶، ائتلاف اقلیمی جوانان استرالیا شامل جوانان و کودکان مدرسه برای سازماندهی جهت اقدامات تغییرات آب و هوایی تشکیل گردید. در سال ۲۰۱۰ در انگلستان نیز دانش آموزان به دلیل تغییرات آب و هوایی، مدرسه را ترک کردند که در ارتباط یک کمپین مربوط به تغییرات آب و هوایی قرار داشت.
در اواخر نوامبر ۲۰۱۵، یک گروه مستقل از دانش‌آموزان دیگر دانش آموزان و دانشجویان در سراسر جهان را دعوت کردند تا در اولین روز کنفرانس تغییر اقلیم ۲۰۱۵ سازمان ملل متحد در پاریس، مدارس را ترک کنند. در ۳۰ نوامبر، اولین روز کنفرانس، یک «اعتصاب اقلیمی» در بیش از ۱۰۰ کشور سازماندهی شد. در این اعتصاب بیش از ۵۰۰۰۰ نفر شرکت کردند. این جنبش بر سه درخواست شامل: ۱۰۰٪ انرژی پایدار، نگهداری سوخت‌های فسیلی در زمین و کمک به مهاجرت اقلیمی تمرکز داشت.

## گرتا تونبرگ و دیگر اعتصاب‌کنندگان در ۲۰۱۸

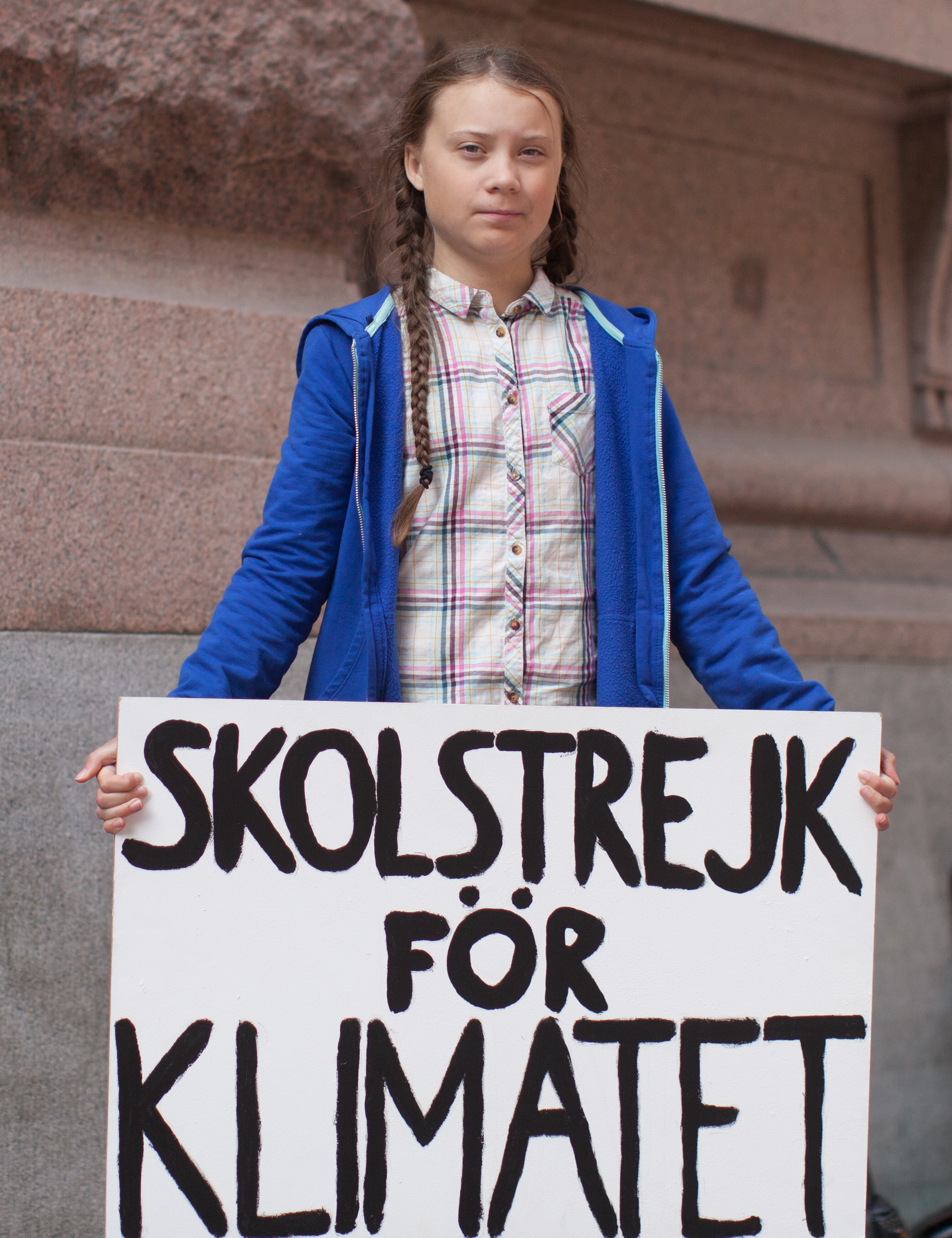
گرتا تانبرگ در مقابل پارلمان سوئد در استکهلم در اوت ۲۰۱۸

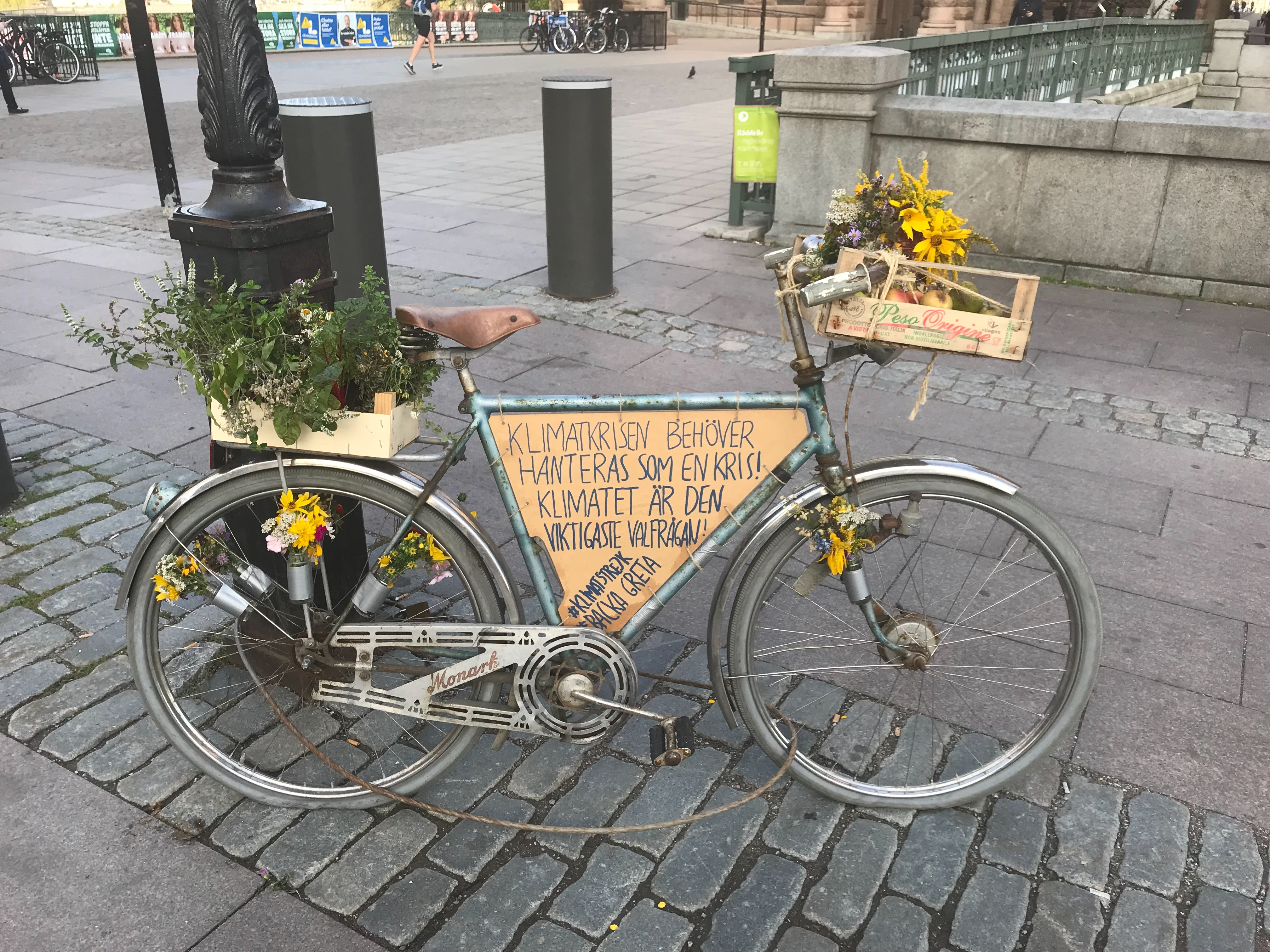
دوچرخه گرتا تونبرگ در استکهلم در ۱۱ سپتامبر ۲۰۱۸: " تغییرات آب و هوایی باید به عنوان یک بحران تلقی شود! آب و هوا مهمترین مسئله انتخابات است! "

در ۲۰ اوت ۲۰۱۸، گرتا تونبرگ، فعال محیط زیست در سوئد که در آن وقت در کلاس نهم بود، تصمیم گرفت تا در انتخابات سال ۲۰۱۸ سوئد، در ۹ سپتامبر، پس از موج گرما و آتش‌سوزی در سوئد، به مدرسه نرود. او گفته‌است که او از فعالان نوجوان در مدرسه مارجوری استونمن داگلاس در پارکلند، فلوریدا، که تظاهرات برای زندگی را سازماندهی کرده بود، الهام گرفته‌است. تونبرگ با نشستن در خارج از ریکدگ هر روز در طول ساعات مدرسه با علامت خوانده می‌شود که " Skolstrejk för klimatet "(اعتصاب مدرسه برای آب و هوا) در میان خواسته‌های وی این بود که دولت سوئد میزان گازهای گلخانه‌ای را در توافقنامه پاریس کاهش دهد. در ۷ سپتامبر، درست قبل از انتخابات عمومی، او اعلام کرد که هر روز جمعه به اعتصاب ادامه خواهد داد تا سوئد با توافق‌نامه پاریس همکاری کند. او شعار جمعه برای آینده را ساخت که توجه جهانیان را به خود جلب کرد. او الهام‌بخش دانشجویان مدرسه در سراسر جهان برای شرکت در اعتصاب دانشجویی شد.